# Welten (Roman)
Welten ist ein Science-Fiction-Roman des schottischen Schriftstellers Iain Banks, der 2009 erstmals unter dem englischen Titel Transition bei Orbit in London veröffentlicht wurde. Für die britische und die deutsche Ausgabe firmierte Iain Banks als Autor, während in den USA der Name Iain M. Banks verwendet wurde, den Banks für sein Science-Fiction-Œuvre bevorzugte. Ins Deutsche übersetzt wurde Welten von Friedrich Mader.

## Themen
In Welten greifen verschiedene thematische Komplexe ineinander. Es geht um Macht, Machtausübung und Imperialismus, quasi den bekannten Satz „Macht korrumpiert, absolute Macht korrumpiert absolut“, illustrierend. Auch über Folter, die ja Machtausübung auf höchst individueller Ebene ist, wird intensiv nachgedacht. Es geht um Armut und um die zynische Skrupellosigkeit, die nötig ist, um wirklich reich zu werden. Die Frage, wie viel Loyalität ein fragwürdiges System von einem Einzelnen einfordern kann, wird gestellt. Schließlich geht es wesentlich um Identität, um das, was ein Ich ausmacht. Den bekannten Buchtitel etwas modifiziert, läuft es auf die Frage hinaus: Wer bin ich und wenn ja, wie viele war ich?

## Formale Struktur
Der Roman umfasst 558 Seiten und gliedert sich in 15 Kapitel sowie einen Prolog und einen Epilog. Ein Inhaltsverzeichnis fehlt. In jedem Kapitel sprechen mehrere Figuren. Aus deren Perspektive werden die jeweiligen Ereignisse geschildert. Die Namen respektive Bezeichnungen dieser Personen sind gleichzeitig die Überschriften der einzelnen Abschnitte. Die Erzählfragmente der einzelnen Protagonisten folgen nur vage einer chronologischen Ordnung. Der Leser ist also immer wieder gefordert, das jeweils Erzählte neu zu verorten.
Im Prolog werden verschiedene Anfänge vorgestellt. In deutlich abgesetzten Abschnitten, aber noch ohne nominelle Identifikation werden die später folgenden Handlungsstränge und Personen vorgestellt. In einem Fall nimmt der Prolog sogar schon das Ende des Romans bzw. das Ende dieses Erzählers vorweg. Er wird, von einem Unbekannten, in einem Krankenbett mit seinem Ersatzkissen erstickt. Ein anderer Erzähler führt den Leser in die wichtigste Handlungsmaterie des Romans, das Wechseln zwischen Welten ein, indem er Zeuge wird, wie ein junger Mann – an einem Bistrotisch sitzend und Espresso trinkend – eine Tablette in ebendieses Getränk wirft, niest, und wenig später an einem gänzlich anderen Ort wieder auftaucht.
Der Epilog, am Ende des Buches, verknüpft alle noch offenen Handlungsstränge und klärt das letztendliche Schicksal der verschiedenen Protagonisten. Der Erstickungstod des obengenannten Erzählers aus dem Prolog wird übrigens noch einmal aufgegriffen und etwas modifiziert.

## Handlung
Im Zeitradius dreier weltbewegender Fälle, dem Fall der Mauer am 9. November 1989, dem Fall der Türme am 11. September 2001 und dem Fall der Wallstreet am 15. September 2008 ist der Erzählrahmen von Welten angesiedelt. Die Hintergrundmatrix von Welten bildet eine Schattenorganisation, Der Konzern genannt (Insidern auch unter dem Decknamen Expédience bekannt). Dessen Einfluss auf das Leben der vielen Erzähler erzeugt die komplexe Spannung des Romans.
Banks nutzt die „Viele-Welten-Theorie“ der Quantenmechanik, um eine Unendlichkeit an parallelen Realitäten zu behaupten, zwischen denen die Konzernagenten bzw. die Weltenwandler hin und her wechseln können. Sie sollen Ereignisse dahingehend beeinflussen, dass sie den Gewinnerwartungen des Konzerns für die entsprechende Welt entsprechen. Dabei schrecken sie auch vor kriminellen Methoden, von Erpressung bis zu Folter und Mord, nicht zurück.
Wechseln können nur Menschen, die über ein gewisses, angeborenes Talent dazu verfügen. Ohne eine mysteriöse Droge namens Septus, meistens in Tablettenform (sogenannte Ormolu-Tablette) verabreicht, ist kein Transit möglich. Das Überwechseln in eine andere Welt ist nichts Physisches. Der Wechsler übernimmt stattdessen die Kontrolle über Geist und Körper eines bereits auf dieser Welt existierenden Menschen inklusive dessen Sprachkenntnissen, allerdings auch seine persönlichen Neurosen und sexuellen Präferenzen.
Insgesamt acht Erzähler bilden das Gerüst des Romans. Sie schildern ihre Erlebnisse, die alle im Zusammenhang mit dem Weltenwechsel bzw. den Aktivitäten des Konzerns stehen. Im Folgenden werden diese Protagonisten einzeln vorgestellt und zugleich der Ereignisrahmen des Buches umschrieben.

## Erzähler und Perspektiven
1. Patient 8262
Ein ehemaliger Wechsler, der sich vor den Nachstellungen des Konzerns in einer Klinik verbirgt. Der Patient ist sich sicher, einer der konzerneigenen Auftragskiller zu sein. Besonderen Stolz legt der Patient auf die Kunstfertigkeit, die er bei seiner Arbeit entwickelt. So tötete er bspw. einen berühmten Rockstar mit einem exakt frequenzmodulierten Laserstrahl, der faktisch eine MP3-Kopie von dessen ersten, großen Hits Woke Up Down war.
Während er sich anfangs seiner Identität als Wechsler völlig sicher ist, verliert sich diese Sicherheit, je länger sein Aufenthalt dauert. Er entwickelt paranoide Vorstellungen, wird aber auch tatsächlich misshandelt. Schließlich entdeckt ihn der Konzern und schickt einen Attentäter, den der Patient jedoch unschädlich machen kann. Im Epilog wird schließlich die Identität zwischen dem Patienten und Temudjin Oh nahegelegt.
2. Der Weltenwechsler
Temudjin Oh lässt den Leser am intensivsten am Vorgang des Wechselns teilhaben. Angefangen von philosophischen Überlegungen über das Schicksal der von ihm besetzten Personen bis zu den körperlichen Nebenwirkungen des Wechsels – er bspw. muss dabei immer niesen. Im Auftrag des Konzerns nimmt der Weltenwechsler permanent Einfluss auf die Geschicke anderer Welten und schließlich identifiziert er sich selbst als Serienmörder, sieht sich aber lieber als politischer Attentäter.
Wenn er nicht auf einer Mission für den Konzern unterwegs ist, lebt Temudjin Oh, wie die meisten Wechsleraktivisten, auf einer Version der Erde, die Calbefraques genannt wird. Dieser Planet ist eine sogenannte „offene“ Welt, auf der das Geheimnis der vielen Welten bekannt und akzeptiert ist. Temudjin ist einer der qualifiziertesten und bestbezahlten Agenten des Konzerns, auch wenn er von der Konzernspitze, besonders in Gestalt von Madame d’Ortolan misstrauisch beobachtet wird, weil eine seiner früheren Geliebten, Mrs. Mulverhill, inzwischen zur bedrohlichen Renegatin geworden ist. Dieses Misstrauen erweist sich im Übrigen als berechtigt. Der Weltenwechsler wechselt schließlich tatsächlich die Seiten.
3. Adrian
Adrian ist quasi der Anker, der den Roman im Hier und Jetzt des allzu Irdischen festmacht. Zunächst wird sein Werdegang vom Jungen aus einem nordenglischen Bergarbeiterkaff zum Kokain-Dealer in London erzählt. Später steigt er zum zynischen, stinkreichen Börsenbroker auf, bis er schließlich von Mrs. Mulverhill als Supporter für gestrandete Konzernflüchtlinge rekrutiert wird. Mrs. M. übergibt ihm eine Kassette, die er bei einem Hilfegesuch den Betreffenden zu übergeben hat. Natürlich versucht Adrian sie zu öffnen oder wenigstens zu durchleuchten, erfolglos. Mit den derzeitigen technischen Hilfsmitteln ist diesem Geheimnis nicht beizukommen. Jahrzehntelang erhält er monatlich 10.000 Dollar, ohne genau zu wissen wofür. Dann erreicht ihn ein Anruf von Temudjin Oh, der ihn aktiv in den Showdown zwischen den verschiedenen Fraktionen des Konzerns verwickelt.
4. Madame d’Ortolan
Die derzeitige de facto Meinungsführerin des Zentralrats der Expédience. Weil Ratsmitgliedern in Ausnahmefällen erlaubt ist, ihr Bewusstsein dauerhaft auf jüngere Körper zu transferieren, ist sie inzwischen 200 Jahre alt und extrem skrupellos, zielstrebig und egoman. Von der Idee beseelt, den Rat personell derart umzugestalten, dass er alleine ihre Meinung zu vertreten wünscht, schreckt sie vor Mord bzw. Auftragsmord nicht zurück. Die Transformation all ihrer Wünsche zu Befehlen obliegt ihrem persönlichen Assistenten, Mr. Kleist, mit dem sie übrigens, im Gegensatz zu ihrem Chauffeur, kein sexuelles Verhältnis pflegt.
Neben der Zentralrats-Intrige spielt die abtrünnige Mrs. Mulverhill eine maßgebliche Rolle in Madame d’Ortolans Denken und Handeln. Bereits im Prolog führt sie ein Gespräch mit dieser Dame, die sie davon abbringen will, den Rat zu spalten. Schon da wird klar, dass die beiden keine echten Freundinnen mehr werden.
Zu Temudjin Oh hat Madame d’Ortolan ein kompliziertes Verhältnis. Einerseits ist sie fasziniert von seinen Fähigkeiten und nutzt ihn als Werkzeug ihrer mörderischen Pläne, andererseits fürchtet sie seinen Verrat und das zu Recht.
5. Der Philosoph
Der Philosoph schildert zunächst seine grauenerregende Kindheit und Jugend. Später stellt er sich als der geschickteste Folterer des Konzerns vor. Weil er viel über seine Tätigkeit nachdenkt, wie ein Gentleman auftritt und durchaus auch Skrupel hat, wird er Der Philosoph genannt. Nach einer schweren Verletzung durch das Selbstmordattentat eines christlichen Terroristen, wird er in die Realität der Wechsler transferiert, wo er zunächst weiter seiner gewohnten Tätigkeit nachgeht. Auf seinen Antrag hin, in einem administrativen Bereich arbeiten zu dürfen, wird er, unter dem Namen Mr. Kleist, zum persönlichen Adjutanten von Madame d’Ortolan.
6. Mrs. Mulverhill
Eine hochtalentierte Wechslerin, die es bis zur Dozentin für Transitionswissenschaften an der konzerneigenen Universität bringt. Sie bildet auch Temudjin Oh aus und hat eine kurze, aber heftige Affäre mit ihm. Mit der Zeit entdeckt sie, dass die Konzernspitze geheime Ziele einer verborgenen Agenda verfolgt.
Mrs. Mulverhill befürchtet zu Recht, dass sich hinter der Maske der smarten Madame d’Ortolan eine extreme Rassistin verbirgt. Sie vermutet, eines der Hauptziele von Madame d’Ortolan sei es, die Konzernspitze unter ihre alleinige Kontrolle zu bringen, um sicherzustellen, dass die vielen Welten wie bisher vor Kontakten mit Außerirdischen abgeschirmt bleiben. Das verstärkt ihre ohnehin schon erheblichen Zweifel an Zielen und Methoden des Konzerns, und letztlich desertiert sie und schließt sich dem revolutionären Untergrund an.
Mrs. Mulverhills Beziehung zu Temudjin führt bei Madame d’Ortolan zu der paranoiden Obsession, ihrer unter allen Umständen habhaft werden zu müssen.
7. Der Anbieter
Ein junger Regisseur, der mit einer höchst interessanten Filmidee hausieren geht. In seinem Film sollen extraterrestrische Besucher bzw. Alien-Touristen der Erde entdeckt und kontaktiert werden, während sie gebannt das universell einzigartige Ereignis einer totalen Sonnenfinsternis beobachten. Er wird mehrfach von Konzernagenten in andere Welten entführt, um die Realisierung dieses Films zu verhindern. Im Epilog schließlich wird er von Mrs. Mulverhill gehijackt, diesmal mit dem erklärten Ziel, nicht etwa den Film zu drehen, sondern tatsächlich während der Sonnenfinsternis nach Außerirdischen Ausschau zu halten.
8. Versuchsperson 7 (Bisquitine)
Eine sogenannte Randomistin, welche über außergewöhnliche Transitionsfähigkeiten verfügt, aber gleichzeitig nicht kontrollierbar ist. Sie wird vom Konzern analysiert und gequält und letztlich von Madame d’Ortolan eingesetzt um Temudjin Oh zu bekämpfen und zu fangen. Allerdings wendet Bisquitine sich gegen ihre Peiniger und hilft somit Mrs. Mulverhill, der einzigen Person im Konzern, die zuvor nett zu ihr war.

## Hintergrund
2009, in einem Interview mit dem Guardian danach befragt, welches seiner Bücher er besonders liebe, antwortete Banks: „Transition, mit dem ich etwas überprüfen wollte. Ich wollte zeigen, dass ich noch einmal etwas wie The Bridge schaffen konnte, denn bis jetzt war das mein Favorit.“ (The Bridge again because until now, that has been my favourite.).
Obwohl er darauf insistiert, dass Transition (dt. Welten) kein Kommentar zum amerikanischen Imperialismus sei, („Ich glaube nicht, daß es über Amerika per se spricht; eher geht es um Macht und die Art und Weise, wie sie gehandhabt wird.“) muss er doch einräumen, dass der Charakter des Philosophen durchaus an die Folter und den Gefangenenmissbrauch in Abu Graib erinnern soll.

## Ausgaben
- Transition, London, 2009, (engl. in Großbritannien erschienen unter Iain Banks, in den USA unter Iain M. Banks), ISBN 0-316-73107-2.
- Welten, München, 2010, ISBN 3-453-52710-0.